# Liste de jeux de stratégie en temps réel
La liste de jeux vidéo de stratégie en temps réel répertorie des jeux vidéo de stratégie en temps réel. Bien que la définition du genre fasse l’objet de débats, ces derniers sont traditionnellement définis par les termes « récolter, construire et détruire », c’est-à-dire comme des jeux de stratégie militaire incluant des éléments de gestion et de construction de bases et dont l'action se déroule en temps réel. Cette définition exclus de cette liste des jeux comme Populous ou SimCity qui se déroulent en temps réel mais qui sont généralement associés à des genres distincts – les god game et les city-builder – qui attirent des publics différents. Cette définition exclut également de cette liste les jeux comme les Total War dont les combats se déroulent en temps réel mais dans lesquels l’expérience de jeu est dominé par des phases de stratégie au tour par tour. En revanche, des jeux comme Rise of Nations dans lesquels les phases de stratégie au tour par tour ne constituent qu’une composante secondaire, sont inclus dans cette liste. Cette définition exclus enfin les jeux comme Myth ou Blitzkrieg dont l’action se focalise uniquement sur les combats, au détriment de l’aspect gestion, et qui sont généralement désignés sous le terme jeu de tactique en temps réel,.

## Précurseurs
Les premiers jeux vidéo de stratégie font leur apparition à la fin des années 1970, d’abord sur ordinateur central, puis sur les premiers micro-ordinateurs. La plupart de ces jeux s’inspirent des jeux de plateau, et notamment des jeux de guerre, et ont donc en commun de se dérouler au tour par tour. La distinction entre jeu de stratégie au tour par tour et jeu de stratégie en temps réel est ainsi un concept relativement récent et, jusque dans les années 1990, la grande majorité des jeux de stratégie se déroulent au tour par tour, à l’opposé des jeux d’action et de leur gameplay en temps réel. Du fait de leurs origines respectives, les deux genres sont en effet considérés comme étant incompatibles, les premiers ayant hérité de la lenteur et de la complexité des jeux de guerre sur table et les seconds de la rapidité et de la simplicité des jeux d’arcades, et l’idée d’introduire des éléments de temps réel dans un jeu de stratégie est rarement exploitée. Les jeux de stratégies en temps réel n’émergent ainsi que graduellement, à partir de tentatives ponctuelles visant à combiner l’excitation et la rapidité des jeux d’action avec la réflexion et la profondeur des jeux de stratégie. Ainsi, si le concept de ces premiers jeux de stratégie dont l’action se déroule en temps réel est souvent très différents de celui popularisé par Dune II en 1992, ils sont régulièrement cité comme des précurseurs du genre et sont, à ce titre, listés ci-dessous.
| Année | Titre                   | Développeur          | Éditeur               | Thème           | Plate-forme (originale — adaptations) |
| ----- | ----------------------- | -------------------- | --------------------- | --------------- | ------------------------------------- |
| 1982  | Utopia                  | Don Daglow           | Mattel                | Contemporain    | Intellivision                         |
| 1982  | Cytron Masters,         | Dan Bunten           | Strategic Simulations | Science-fiction | Atari 8-bit, Apple II                 |
| 1982  | Legionnaire             | Chris Crawford       | Avalon Hill           | Antiquité       | Atari 8-bit, Apple II, C64            |
| 1982  | Stonkers                | Imagine Software     | Imagine Software      | Science-fiction | ZX Spectrum                           |
| 1984  | The Ancient Art of War, | Evryware             | Brøderbund            | Historique      | IBM PC, Apple II, Macintosh           |
| 1987  | Nether Earth,           | Icon Design          | Argus Press Software  | Science-fiction | ZX Spectrum, C64, Amstrad CPC         |
| 1988  | Modem Wars              | Dan Bunten           | Electronic Arts       | Science-fiction | IBM PC, C64                           |
| 1989  | Herzog Zwei,            | TecnoSoft            | TecnoSoft             | Science-fiction | Mega Drive                            |
| 1990  | Powermonger             | Bullfrog Productions | Electronic Arts       | Fantasy         | Amiga, Atari ST, IBM PC               |
| 1991  | Mega lo Mania           | Sensible Software    | Image Works           | Fantasy         | Amiga, Atari ST, IBM PC               |
| 1991  | Command HQ              | Dan Bunten           | MicroProse            | Historique      | IBM PC, Mac                           |

## Liste de jeux de stratégie en temps réel
| Année | Titre                                                                           | Développeur                       | Éditeur                        | Thème                   | Plate-forme                 |
| ----- | ------------------------------------------------------------------------------- | --------------------------------- | ------------------------------ | ----------------------- | --------------------------- |
| 1992  | Dune II : La Bataille d'Arrakis                                                 | Westwood Studios                  | Virgin Interactive             | Science-fiction         | PC – Amiga, Mega Drive      |
|       |                                                                                 |                                   |                                |                         |                             |
| 1994  | Warcraft: Orcs and Humans                                                       | Blizzard Entertainment            | Interplay                      | Fantasy                 | PC – Mac                    |
|       |                                                                                 |                                   |                                |                         |                             |
| 1995  | Baldies                                                                         | Creative Edge Software            | Atari                          | Science-fiction         | Jaguar – PC, PS             |
| 1995  | Command and Conquer : Conflit du Tibérium                                       | Westwood Studios                  | Virgin Interactive             | Science-fiction         | PC – Saturn, N64, PS        |
| 1995  | Warcraft II: Tides of Darkness,                                                 | Blizzard Entertainment            | Blizzard Entertainment         | Fantasy                 | PC – Mac, Amiga, Saturn, PS |
|       |                                                                                 |                                   |                                |                         |                             |
| 1996  | Blood and Magic                                                                 | Tachyon Studios                   | Interplay                      | Fantasy                 | PC                          |
| 1996  | Command and Conquer : Alerte rouge                                              | Westwood Studios                  | Virgin Interactive             | Science-fiction         | PC – PS                     |
| 1996  | Genewars                                                                        | Bullfrog Productions              | Electronic Arts                | Science-fiction         | PC                          |
| 1996  | Star Command: Revolution                                                        | Metropolis Digital                | GT Interactive                 | Science-fiction         | PC                          |
| 1996  | This Mean War!                                                                  | Starjammer Studios                | MicroProse                     | Science-fiction         | PC                          |
| 1996  | War Diary                                                                       | Trigger Soft Corporation          |                                | Historique              | PC                          |
| 1996  | War Wind                                                                        | DreamForge Intertainment          | Strategic Simulations          | Fantasy                 | PC                          |
| 1996  | Warcraft II: Beyond the Dark Portal (extension)                                 | Cyberlore Studios                 | Blizzard Entertainment         | Fantasy                 | PC – Mac, Amiga, Saturn, PS |
| 1996  | Z                                                                               | The Bitmap Brothers               | Virgin Interactive             | Science-fiction         | PC – Mac, Saturn, PS        |
|       |                                                                                 |                                   |                                |                         |                             |
| 1997  | 7th Legion                                                                      | Epic Games, Vision Software       | MicroProse                     | Science-fiction         | PC                          |
| 1997  | Age of Empires                                                                  | Ensemble Studios                  | Microsoft                      | Antiquité               | PC – Mac                    |
| 1997  | Conquest Earth                                                                  | Data Design Interactive           | Eidos Interactive              | Science-fiction         | PC                          |
| 1997  | Dark Colony                                                                     | GameTek                           | Strategic Simulations          | Science-fiction         | PC – Mac                    |
| 1997  | Dark Reign: The Future of War,                                                  | N3V Games                         | Activision                     | Science-fiction         | PC                          |
| 1997  | Démons et Manants                                                               | Worldweaver Productions           | Electronic Arts                | Fantasy                 | PC                          |
| 1997  | Earth 2140                                                                      | TopWare Interactive               | Interplay                      | Science-fiction         | PC                          |
| 1997  | Enemy Nations                                                                   | Winward Games                     | Head Games Publishing          | Science-fiction         | PC                          |
| 1997  | KKnD                                                                            | Beam Software                     | Electronic Arts                | Science-fiction         | PC                          |
| 1997  | NetStorm: Islands At War                                                        | Titanic Entertainment             | Activision                     | Science-fiction         | PC                          |
| 1997  | Outpost 2: Divided Destiny                                                      | Dynamix                           | Sierra On-Line                 | Science-fiction         | PC                          |
| 1997  | Rising Lands                                                                    | Microïds                          | Microïds                       | Science-fiction         | PC                          |
| 1997  | Seven Kingdoms                                                                  | Enlight Software                  | Interactive Magic              | Fantasy                 | PC                          |
| 1997  | Total Annihilation,                                                             | Cavedog Entertainment             | GT Interactive                 | Science-fiction         | PC – Mac                    |
| 1997  | War Inc.                                                                        | Interactive Magic                 |                                | Science-fiction         | PC                          |
| 1997  | War Wind II: Human Onslaught                                                    | DreamForge Intertainment          | Strategic Simulations          | Science-fiction         | PC                          |
|       |                                                                                 |                                   |                                |                         |                             |
| 1998  | Age of Empires: The Rise of Rome (extension)                                    | Ensemble Studios                  | Microsoft                      | Antiquité               | PC                          |
| 1998  | Arcanes                                                                         | Mythos Games                      | Virgin Interactive             | Fantasy                 | PC                          |
| 1998  | Armor Command                                                                   | Ripcord Games                     | Take-Two Interactive           | Science-fiction         | PC                          |
| 1998  | Arsenal: Taste the Power                                                        | Tactical Soft                     |                                | Historique              | PC                          |
| 1998  | Battlezone                                                                      | Activision                        | Activision                     | Science-fiction         | PC                          |
| 1998  | Chevaliers et camelots                                                          | Joymania Entertainment            |                                | Médiéval                | PC                          |
| 1998  | CyberStorm 2: Corporate Wars                                                    | Dynamix                           | Sierra Entertainment           | Science-fiction         | PC                          |
| 1998  | Dominant Species                                                                | Red Storm Entertainment           | Take-Two Interactive           | Science-fiction         | PC                          |
| 1998  | Dominion: Storm Over Gift 3                                                     | Ion Storm, 7th Level              | Eidos Interactive              | Science-fiction         | PC                          |
| 1998  | Dune 2000                                                                       | Westwood Studios                  | Virgin Interactive             | Science-fiction         | PC                          |
| 1998  | Extreme Tactics                                                                 | Media Station                     | Tiburon Interactive Publishing | Science-fiction         | PC                          |
| 1998  | La Guerre des mondes                                                            | Rage Software                     | GT Interactive                 | Science-fiction         | PC                          |
| 1998  | KKND2: Krossfire                                                                | Beam Software                     | GT Interactive                 | Science-fiction         | PC                          |
| 1998  | Mankind                                                                         | Vibes Online Gaming               | Cryo Interactive               | Science-fiction         | PC                          |
| 1998  | Rival Realms                                                                    | Titus Interactive                 |                                | Fantasy                 | PC                          |
| 1998  | Saga: Rage of the Vikings                                                       | Cryo Interactive                  | Cryo Interactive               | Fantasy                 | PC                          |
| 1998  | StarCraft                                                                       | Blizzard Entertainment            | Blizzard Entertainment         | Science-fiction         | PC – Mac, N64               |
| 1998  | StarCraft: Brood War (extension)                                                | Blizzard Entertainment            | Blizzard Entertainment         | Science-fiction         | PC – Mac, N64               |
| 1998  | The Settlers III                                                                | Blue Byte Software                | Blue Byte Software             | Fantasy                 | PC                          |
| 1998  | Total Annihilation: Battle Tactics (extension)                                  | Cavedog Entertainment             | GT Interactive                 | Science-fiction         | PC                          |
| 1998  | Total Annihilation: Core Contingency (extension)                                | Cavedog Entertainment             | GT Interactive                 | Science-fiction         | PC                          |
| 1998  | Tribal Rage                                                                     |                                   | TalonSoft                      | Science-fiction         | PC                          |
| 1998  | Urban Assault                                                                   | TerraTools                        | Microsoft                      | Science-fiction         | PC                          |
| 1998  | WarBreeds                                                                       | Red Orb Entertainment             | Brøderbund Software            | Science-fiction         | PC                          |
| 1998  | Wargames                                                                        | Interactive Studios               | MGM Interactive                | Science-fiction         | PC                          |
|       |                                                                                 |                                   |                                |                         |                             |
| 1999  | Age of Empires II: The Age of Kings                                             | Ensemble Studios                  | Microsoft                      | Médiéval                | PC – Mac, PS2, DS           |
| 1999  | Ancient Conquest                                                                | Gremlin Interactive               |                                | Historique              | PC                          |
| 1999  | Battlezone II: Combat Commander                                                 | Pandemic Studios                  | Activision                     | Science-fiction         | PC                          |
| 1999  | Command and Conquer : Soleil de Tiberium                                        | Westwood Studios                  | Electronic Arts                | Science-fiction         | PC                          |
| 1999  | Chroniques de la Lune noire                                                     | Cryo Interactive                  | Cryo Interactive               | Fantasy                 | PC                          |
| 1999  | Homeworld                                                                       | Relic Entertainment               | Sierra Entertainment           | Science-fiction         | PC – Mac, Linux             |
| 1999  | Machines                                                                        | Charybdis                         | Acclaim Entertainment          | Science-fiction         | PC                          |
| 1999  | Seven Kingdoms II: The Fryhtan Wars                                             | Enlight Software                  | Ubisoft                        | Fantasy                 | PC                          |
| 1999  | Total Annihilation: Kingdoms                                                    | Cavedog Entertainment             | GT Interactive                 | Fantasy                 | PC                          |
| 1999  | Warzone 2100                                                                    | Pumpkin Studios                   | Eidos Interactive              | Science-fiction         | PC – PS, Linux              |
|       |                                                                                 |                                   |                                |                         |                             |
| 2000  | 10Six                                                                           | SegaSoft                          | SegaSoft                       | Science-fiction         | PC                          |
| 2000  | Alien Nations                                                                   | Neo Software                      | JoWooD Productions             | Science-fiction         | PC                          |
| 2000  | Age of Empires II: The Conquerors (extension)                                   | Ensemble Studios                  | Microsoft                      | Historique              | PC – Mac                    |
| 2000  | Battlezone: Rise of the Black Dogs                                              | Climax Group                      | Crave Entertainment            | Science-fiction         | N64                         |
| 2000  | Command and Conquer : Alerte rouge 2                                            | Westwood Studios                  | Electronic Arts                | Science-fiction         | PC                          |
| 2000  | Dark Reign 2                                                                    | Pandemic Studios                  | Activision                     | Science-fiction         | PC                          |
| 2000  | Dogs of War: Battle on Primus IV                                                | Silicon Dreams Studios            | TalonSoft                      | Science-fiction         | PC                          |
| 2000  | Earth 2150                                                                      | TopWare Interactive               | Strategic Simulations          | Science-fiction         | PC                          |
| 2000  | Homeworld: Cataclysm                                                            | Barking Dog Studios               | Sierra Entertainment           | Science-fiction         | PC                          |
| 2000  | Invictus: In the Shadow of Olympus                                              | Quicksilver Software              | Interplay                      | Antiquité               | PC                          |
| 2000  | Les Fourmis                                                                     | Microïds                          | Microïds                       |                         | PC                          |
| 2000  | Majesty: The Fantasy Kingdom Sim                                                | Cyberlore Studios                 | MicroProse                     | Fantasy                 | PC                          |
| 2000  | Mayday                                                                          |                                   | Infogrames                     | Science-fiction         | PC                          |
| 2000  | Metal Conflict                                                                  | Zono Incorporated                 | TalonSoft                      | Science-fiction         | PC                          |
| 2000  | Sacrifice                                                                       | Shiny Entertainment               | Interplay                      | Fantasy                 | PC – Mac                    |
| 2000  | Star Trek: Armada                                                               | Activision                        | Activision                     | Science-fiction         | PC                          |
| 2000  | Star Trek: New Worlds                                                           | 14 Degrees East                   | Interplay                      | Science-fiction         | PC                          |
| 2000  | Star Wars: Force Commander                                                      | Ronin Entertainment               | LucasArts                      | Science-fiction         | PC                          |
| 2000  | Submarine Titans                                                                | Ellipse Studio                    |                                | Science-fiction         | PC                          |
| 2000  | Thandor: The Invasion                                                           | Innonics                          | JoWooD Productions             | Science-fiction         | PC                          |
| 2000  | Theocracy                                                                       | Philos Laboratories               | Ubisoft                        | Historique              | PC                          |
| 2000  | Times of Conflict                                                               | Eugen Systems                     | Microïds                       | Science-fiction         | PC                          |
| 2000  | Tzar: The Burden of the Crown                                                   | Haemimont Games                   | TalonSoft                      | Fantasy                 | PC                          |
| 2000  | Warlords Battlecry                                                              | Strategic Studies Group           | Strategic Simulations          | Fantasy                 | PC                          |
| 2000  | Wartorn                                                                         | Eyst                              |                                | Science-fiction         | PC                          |
|       |                                                                                 |                                   |                                |                         |                             |
| 2001  | America                                                                         | Related Designs                   | Data Becker                    | Conquête de l’Ouest     | PC                          |
| 2001  | Battle Realms                                                                   | Liquid Entertainment              | Crave Entertainment            | Fantasy                 | PC                          |
| 2001  | Conflict Zone                                                                   | MASA Group                        | Ubisoft                        | Moderne                 | PC – Dreamcast, PS2         |
| 2001  | Conquest: Frontier Wars                                                         | Fever Pitch Studios               | Ubisoft                        | Science-fiction         | PC                          |
| 2001  | Cossacks: European Wars                                                         | GSC Game World                    | cdv Software Entertainment     | Historique              | PC                          |
| 2001  | Earth 2150: The Moon Project (extension)                                        | TopWare Interactive               | 1C Company                     | Science-fiction         | PC                          |
| 2001  | Empereur : La Bataille pour Dune                                                | Westwood Studios                  | Electronic Arts                | Science-fiction         | PC                          |
| 2001  | Empire Earth                                                                    | Stainless Steel Studios           | Sierra Entertainment           | Historique              | PC                          |
| 2001  | Far Gate                                                                        | Super X Studios                   | Microïds                       | Science-fiction         | PC                          |
| 2001  | Kingdom Under Fire: A War of Heroes                                             | Phantagram                        | Gathering of Developers        | Fantasy                 | PC                          |
| 2001  | Kohan: Immortal Sovereigns                                                      | TimeGate Studios                  | Strategy First                 | Fantasy                 | PC                          |
| 2001  | Kohan: Ahriman's Gift (extension)                                               | TimeGate Studios                  | Strategy First                 | Fantasy                 | PC                          |
| 2001  | Original War                                                                    | Altar Games                       | Virgin Interactive             | Science-fiction         | PC                          |
| 2001  | Outforce                                                                        | O3 Games                          | PAN Interactive                | Science-fiction         | PC                          |
| 2001  | Outlive                                                                         | Continuum Entertainment           | Take-Two Interactive           | Science-fiction         | PC                          |
| 2001  | Persian Wars                                                                    | Cryo Interactive                  | Cryo Interactive               | Historique              | PC                          |
| 2001  | Primitive Wars: Jurassic Era                                                    | Wizardsoft                        |                                | Historique              | PC                          |
| 2001  | Real War                                                                        | Rival Interactive                 | Simon & Schuster               | Contemporain            | PC                          |
| 2001  | Shattered Galaxy                                                                | Nexon                             | Nexon                          | Science-fiction         | PC                          |
| 2001  | Star Trek: Armada II                                                            | Mad Doc Software                  | Activision                     | Science-fiction         | PC                          |
| 2001  | Star Wars: Galactic Battlegrounds                                               | Ensemble Studios                  | LucasArts                      | Science-fiction         | PC – Mac                    |
| 2001  | SWINE                                                                           | StormRegion                       | FishTank Studios               |                         | PC                          |
| 2001  | Settlers IV                                                                     | Blue Byte Software                | Blue Byte Software             | Fantasy                 | PC                          |
| 2001  | Les Trois Royaumes : le Destin du dragon                                        | Overmax Studios                   | Eidos Interactive              | Historique              | PC                          |
| 2001  | World War III: Black Gold                                                       | Reality Pump                      | JoWooD Productions             | Science-fiction         | PC                          |
| 2001  | Z: Steel Soldiers                                                               | The Bitmap Brothers               |                                | Science-fiction         | PC                          |
|       |                                                                                 |                                   |                                |                         |                             |
| 2002  | Age of Mythology                                                                | Ensemble Studios                  | Microsoft                      | Fantasy                 | PC – Mac                    |
| 2002  | American Conquest                                                               | GSC Game World                    | cdv Software Entertainment     | Historique              | PC                          |
| 2002  | American Conquest: Fight Back (extension)                                       | GSC Game World                    | cdv Software Entertainment     | Historique              | PC                          |
| 2002  | Arsenal: Extended Power                                                         | Tactical Soft                     |                                | Historique              | PC                          |
| 2002  | Battle Realms: Winter of the Wolf (extension)                                   | Liquid Entertainment              |                                | Fantasy                 | PC                          |
| 2002  | Celtic Kings: Rage of Wars                                                      | Haemimont Games                   | Strategy First                 | Historique              | PC                          |
| 2002  | Demonworld: Dark Armies                                                         | Ikarion                           |                                | Fantasy                 | PC                          |
| 2002  | Dragon Throne: Battle of Red Cliffs                                             | Object Software                   | Strategy First                 | Historique              | PC                          |
| 2002  | Empire Earth: The Art of Conquest (extension)                                   | Mad Doc Software                  | Sierra Entertainment           | Historique              | PC                          |
| 2002  | Frontline Attack                                                                | Zuxxez                            |                                | Historique              | PC                          |
| 2002  | Impossible Creatures                                                            | Relic Entertainment               | Microsoft                      | Science-fiction         | PC                          |
| 2002  | O.R.B.: Off-World Resource Base                                                 | Strategy First                    | Strategy First                 | Science-fiction         | PC                          |
| 2002  | La Planète au trésor : La Bataille de Procyon                                   | Barking Dog Studios               | Disney Interactive             | Science-fiction         | PC                          |
| 2002  | Star Wars: Galactic Battlegrounds: Clone Campaigns (extension)                  | Ensemble Studios                  | LucasArts                      | Science-fiction         | PC – Mac                    |
| 2002  | War and Peace: 1796–1815                                                        | Microïds                          | Microïds                       | Historique              | PC                          |
| 2002  | Warcraft III: Reign of Chaos                                                    | Blizzard Entertainment            | Blizzard Entertainment         | Fantasy                 | PC – Mac                    |
| 2002  | Warlords Battlecry II                                                           | Strategic Studies Group           | Ubisoft                        | Fantasy                 | PC                          |
| 2002  | Warrior Kings                                                                   | Black Cactus                      | Empire Interactive             | Fantasy                 | PC – Mac                    |
|       |                                                                                 |                                   |                                |                         |                             |
| 2003  | Age of Mythology: The Titans (extension)                                        | Ensemble Studios                  | Microsoft                      | Fantasy                 | PC                          |
| 2003  | Command and Conquer: Generals                                                   | Electronic Arts                   | Electronic Arts                | Science-fiction         | PC – Mac                    |
| 2003  | Command and Conquer: Generals - Heure H (extension)                             | Electronic Arts                   | Electronic Arts                | Science-fiction         | PC – Mac                    |
| 2003  | Empires : L'Aube d'un monde nouveau                                             | Stainless Steel Studios           | Activision                     | Historique              | PC                          |
| 2003  | The Entente: Battlefields WW1                                                   | Lesta Studio                      | Encore Software                | Historique              | PC                          |
| 2003  | Heaven and Hell                                                                 | MadCat Interactive                | cdv Software Entertainment     | Fantasy                 | PC                          |
| 2003  | Highland Warriors                                                               | Data Becker                       | Novalogic                      | Historique              | PC                          |
| 2003  | Homeworld 2                                                                     | Relic Entertainment               | Sierra Entertainment           | Science-fiction         | PC                          |
| 2003  | Lords of Everquest                                                              | Rapid Eye                         | Sony Online Entertainment      | Fantasy                 | PC                          |
| 2003  | No Man's Land                                                                   | Related Designs                   | cdv Software Entertainment     | Historique              | PC                          |
| 2003  | Praetorians                                                                     | Pyro Studios                      | Eidos Interactive              | Historique              | PC                          |
| 2003  | Rise of Nations                                                                 | Big Huge Games                    | Microsoft                      | Historique              | PC – Mac                    |
| 2003  | Le Seigneur des anneaux : La Guerre de l'anneau                                 | Liquid Entertainment              | Sierra Entertainment           | Fantasy                 | PC                          |
| 2003  | SpellForce: The Order of Dawn                                                   | Phenomic                          | JoWooD Productions             | Fantasy                 | PC                          |
| 2003  | Warcraft III: The Frozen Throne (extension)                                     | Blizzard Entertainment            | Blizzard Entertainment         | Fantasy                 | PC – Mac                    |
| 2003  | Warrior Kings: Battles                                                          | Black Cactus                      | Empire Interactive             | Fantasy                 | PC – Mac                    |
|       |                                                                                 |                                   |                                |                         |                             |
| 2004  | Alexandre                                                                       | GSC Game World                    | Ubisoft                        | Antiquité               | PC                          |
| 2004  | Arena Wars                                                                      | ExDream Entertainment             | Ascaron                        | Science-fiction         | PC                          |
| 2004  | Armies of Exigo                                                                 | Black Hole Entertainment          | Electronic Arts                | Fantasy                 | PC                          |
| 2004  | Axis and Allies                                                                 | TimeGate Studios                  | Atari                          | Seconde Guerre mondiale | PC                          |
| 2004  | Battle Mages                                                                    | Targem Games                      | Buka Entertainment             | Fantasy                 | PC                          |
| 2004  | Besieger                                                                        | Primal Software                   | DreamCatcher Interactive       | Médiéval                | PC                          |
| 2004  | Castle Strike                                                                   | Related Designs                   | Data Becker                    | Médiéval                | PC                          |
| 2004  | Celtic Kings: The Punic Wars                                                    | Haemimont Games                   | Enlight Software               | Guerres puniques        | PC                          |
| 2004  | Dawn of War                                                                     | Relic Entertainment               | THQ                            | Science-fiction         | PC                          |
| 2004  | KnightShift                                                                     | Reality Pump                      | TopWare Interactive            | Fantasy                 | PC                          |
| 2004  | Knights of Honor                                                                | Black Sea Studios                 | Sunflowers Interactive         | Historique              | PC                          |
| 2004  | Kohan II: Kings of War                                                          | TimeGate Studios                  | Take-Two Interactive           | Fantasy                 | PC                          |
| 2004  | Perimeter                                                                       | K-D Lab                           | 1C Company                     | Science-fiction         | PC                          |
| 2004  | Rise of Nations: Thrones and Patriots (extension)                               | Big Huge Games                    | Microsoft                      | Historique              | PC – Mac                    |
| 2004  | La Bataille pour la Terre du milieu                                             | EA Los Angeles                    | Electronic Arts                | Fantasy                 | PC – Xbox 360               |
| 2004  | Time of Defiance                                                                | Nicely Crafted Entertainment      | Oxygen Interactive             | Science-fiction         | PC                          |
| 2004  | Warlords Battlecry III                                                          | Infinite Interactive              | Enlight Software               | Fantasy                 | PC                          |
|       |                                                                                 |                                   |                                |                         |                             |
| 2005  | Act of War: Direct Action                                                       | Eugen Systems                     | Atari                          | Historique              | PC                          |
| 2005  | Age of Empires III                                                              | Ensemble Studios                  | Microsoft                      | Historique              | PC – Mac                    |
| 2005  | Cossacks II: Napoleonic Wars                                                    | GSC Game World                    | cdv Software Entertainment     | Historique              | PC                          |
| 2005  | Dawn of War: Winter Assault (extension)                                         | Relic Entertainment               | THQ                            | Science-fiction         | PC                          |
| 2005  | Dragonshard                                                                     | Liquid Entertainment              | Atari                          | Fantasy                 | PC                          |
| 2005  | Earth 2160                                                                      | Reality Pump                      | Zuxxez Entertainment           | Science-fiction         | PC                          |
| 2005  | Empire Earth II                                                                 | Mad Doc Software                  | Vivendi Universal              | Historique              | PC                          |
| 2005  | The Settlers V : L'Héritage des Rois                                            | Blue Byte Software                | Ubisoft                        | Fantasy                 | PC                          |
| 2005  | Rising Kingdoms                                                                 | Haemimont Games                   | Black Bean Games               | Fantasy                 | PC                          |
| 2005  | War Times: European Frontlines                                                  | Legend Studio                     | Strategy First                 | Seconde Guerre mondiale | PC                          |
|       |                                                                                 |                                   |                                |                         |                             |
| 2006  | Act of War: High Treason (extension)                                            | Eugen Systems                     | Atari                          | Historique              | PC                          |
| 2006  | American Conquest: Divided Nation (extension)                                   | GSC Game World                    | cdv Software Entertainment     | Historique              | PC                          |
| 2006  | Company of Heroes                                                               | Relic Entertainment               | THQ                            | Historique              | PC                          |
| 2006  | Dawn of War: Dark Crusade (extension)                                           | Relic Entertainment               | THQ                            | Science-fiction         | PC                          |
| 2006  | Empire Earth II: The Art of Supremacy (extension)                               | Mad Doc Software                  | Vivendi Universal              | Historique              | PC                          |
| 2006  | Heroes of Annihilated Empires                                                   | GSC Game World                    | GSC Game World                 | Fantasy                 | PC                          |
| 2006  | ParaWorld                                                                       | SEK                               | Sunflowers Interactive         | Science-fiction         | PC                          |
| 2006  | Rise and Fall: Civilizations at War                                             | Stainless Steel Studios           | Midway Games                   | Historique              | PC                          |
| 2006  | Rise of Nations: Rise of Legends                                                | Big Huge Games                    | Microsoft                      | Science-fiction         | PC                          |
| 2006  | La Bataille pour la Terre du Milieu II                                          | EA Los Angeles                    | Electronic Arts                | Fantasy                 | PC                          |
| 2006  | La Bataille pour la Terre du Milieu II : L'Avènement du roi-sorcier (extension) | EA Los Angeles                    | Electronic Arts                | Fantasy                 | PC                          |
| 2006  | SpellForce 2: Shadow Wars                                                       | Phenomic                          | JoWooD Productions             | Fantasy                 | PC                          |
| 2006  | Star Wars: Empire at War                                                        | Petroglyph Games                  | LucasArts                      | Science-fiction         | PC – Mac                    |
| 2006  | Star Wars: Empire at War - Forces of Corruption (extension)                     | Petroglyph Games                  | LucasArts                      | Science-fiction         | PC                          |
| 2006  | Age of Empires III: The War Chiefs (extension)                                  | Ensemble Studios                  | Microsoft                      | Historique              | PC – Mac                    |
|       |                                                                                 |                                   |                                |                         |                             |
| 2007  | Age of Empires III: The Asian Dynasties (extension)                             | Big Huge Games                    | Microsoft                      | Historique              | PC – Mac                    |
| 2007  | Ancient Wars: Sparta                                                            | World Forge                       | Playlogic Entertainment        | Historique              | PC                          |
| 2007  | Command and Conquer 3 : Les Guerres du Tiberium                                 | EA Los Angeles                    | Electronic Arts                | Science-fiction         | PC – Mac , Xbox 360         |
| 2007  | Company of Heroes: Opposing Fronts                                              | Relic Entertainment               | THQ                            | Historique              | PC                          |
| 2007  | Empire Earth III                                                                | Mad Doc Software                  | Sierra Entertainment           | Historique              | PC                          |
| 2007  | Frontline: Fields of Thunder                                                    | Nival Interactive                 | Paradox Interactive            | Historique              | PC                          |
| 2007  | Stranger                                                                        | Fireglow Games                    | Empire Interactive             | Fantasy                 | PC                          |
| 2007  | Supreme Commander                                                               | Gas Powered Games                 | THQ                            | Science-fiction         | PC – Xbox 360               |
| 2007  | Supreme Commander: Forged Alliance (extension)                                  | Gas Powered Games                 | THQ                            | Science-fiction         | PC – Xbox 360               |
| 2007  | The Settlers VI : Bâtisseurs d'empire                                           | Blue Byte Software                | Ubisoft                        | Fantasy                 | PC                          |
| 2007  | World in Conflict                                                               | Massive Entertainment             | Sierra Entertainment           | Science-fiction         | PC                          |
| 2007  | War Front: Turning Point                                                        | Digital Reality                   | cdv Software Entertainment     | Science-fiction         | PC                          |
|       |                                                                                 |                                   |                                |                         |                             |
| 2008  | Command and Conquer : Alerte rouge 3                                            | EA Los Angeles                    | Electronic Arts                | Science-fiction         | PC – Mac, Xbox 360, PS3     |
| 2008  | Command and Conquer 3 : La Fureur de Kane (extension)                           | EA Los Angeles                    | Electronic Arts                | Science-fiction         | PC – Xbox 360               |
| 2008  | Dawn of War: Soulstorm                                                          | Relic Entertainment               | THQ                            | Science-fiction         | PC                          |
| 2008  | Fate of Hellas (extension)                                                      | World Forge                       | JoWooD Productions             | Historique              | PC                          |
| 2008  | Sins of a Solar Empire                                                          | Ironclad Games                    | Stardock Corporation           | Science-fiction         | PC                          |
| 2008  | The Golden Horde                                                                | World Forge                       | JoWooD Productions             | Médiéval                | PC                          |
| 2008  | Universe at War: Earth Assault                                                  | Petroglyph Games                  | Sega                           | Science-fiction         | PC – Xbox 360               |
| 2008  | Worldshift                                                                      | Black Sea Studios                 | RTL Games                      | Science-fiction         | PC                          |
|       |                                                                                 |                                   |                                |                         |                             |
| 2009  | AI War: Fleet Command                                                           | Arcen Games                       | Arcen Games                    | Fantasy                 | PC – Mac, Linux             |
| 2009  | BattleForge                                                                     | EA Phenomic                       | Electronic Arts                | Fantasy                 | PC                          |
| 2009  | Company of Heroes: Tales of Valor                                               | Relic Entertainment               | THQ                            | Historique              | PC – Mac                    |
| 2009  | Dawn of War II                                                                  | Relic Entertainment               | THQ                            | Science-fiction         | PC                          |
| 2009  | Halo Wars                                                                       | Ensemble Studios                  | Microsoft                      | Science-fiction         | Xbox 360                    |
| 2009  | World in Conflict: Soviet Assault                                               | Massive Entertainment             | Ubisoft                        | Historique              | PC                          |
|       |                                                                                 |                                   |                                |                         |                             |
| 2010  | Command and Conquer 4                                                           | EA Los Angeles                    | Electronic Arts                | Science-fiction         | PC                          |
| 2010  | Dawn of War II: Chaos Rising (extension)                                        | Relic Entertainment               | THQ                            | Science-fiction         | PC                          |
| 2010  | RUSE                                                                            | Eugen Systems                     | Ubisoft                        | Historique              | Xbox 360                    |
| 2010  | StarCraft II: Wings of Liberty                                                  | Blizzard Entertainment            | Blizzard Entertainment         | Science-fiction         | PC – Mac                    |
| 2010  | Supreme Commander 2                                                             | Gas Powered Games                 | Square Enix                    | Science-fiction         | PC – Mac, Xbox 360          |
|       |                                                                                 |                                   |                                |                         |                             |
| 2011  | Age of Empires Online                                                           | Gas Powered Games                 | Microsoft                      | Historique              | PC                          |
| 2011  | A Game of Thrones: Genesis                                                      | Cyanide                           | Focus Home Interactive         | Fantasy                 | PC                          |
| 2011  | Dawn of Fantasy                                                                 | Reverie World Studios             | 505 Games                      | Fantasy                 | PC                          |
| 2011  | Dawn of War II: Retribution (extension)                                         | Relic Entertainment               | THQ                            | Science-fiction         | PC                          |
|       |                                                                                 |                                   |                                |                         |                             |
| 2012  | Machines at War 3                                                               | Isotope 244                       | Isotope 244                    | Science-fiction         | PC – Mac                    |
| 2012  | Sins of a Solar Empire: Rebellion (extension)                                   | Ironclad Games                    | Stardock Corporation           | Science-fiction         | PC                          |
| 2012  | Wargame: European Escalation                                                    | Eugen Systems                     | Focus Home Interactive         | Historique              | PC – Mac, Linux             |
| 2012  | Hegemony Gold: Wars of Ancient Greece                                           | Longbow Games                     | Longbow Games                  | Historique              | PC                          |
|       |                                                                                 |                                   |                                |                         |                             |
| 2013  | Age of Empires II: The Forgotten (extension)                                    | Forgotten Empires                 | Microsoft                      | Historique              | PC                          |
| 2013  | Company of Heroes 2                                                             | Relic Entertainment               | Sega                           | Historique              | PC                          |
| 2013  | StarCraft II: Heart of the Swarm (extension)                                    | Blizzard Entertainment            | Blizzard Entertainment         | Science-fiction         | PC – Mac                    |
| 2013  | Wargame: AirLand Battle                                                         | Eugen Systems                     | Focus Home Interactive         | Historique              | PC – Mac, Linux             |
|       |                                                                                 |                                   |                                |                         |                             |
| 2014  | Planetary Annihilation                                                          | Uber Entertainment                | Uber Entertainment             | Science-fiction         | PC – Mac                    |
| 2014  | Wargame: Red Dragon                                                             | Eugen Systems                     | Focus Home Interactive         | Guerre froide           | PC – Mac, Linux             |
| 2014  | Hegemony Rome: The Rise of Caesar                                               | Longbow Games                     | Longbow Games                  | Historique              | PC                          |
|       |                                                                                 |                                   |                                |                         |                             |
| 2015  | Act of Aggression                                                               | Eugen Systems                     | Focus Home Interactive         | Science-fiction         | PC                          |
| 2015  | Age of Empires II: The African Kingdoms (extension)                             | Forgotten Empires                 | Microsoft                      | Historique              | PC                          |
| 2015  | Grey Goo                                                                        | Petroglyph Games                  | Grey Box                       | Science-fiction         | PC                          |
| 2015  | StarCraft 2: Legacy of the Void (extension)                                     | Blizzard Entertainment            | Blizzard Entertainment         | Science-fiction         | PC – Mac                    |
| 2015  | Hegemony III: Clash of the Ancients                                             | Longbow Games                     | Longbow Games                  | Historique              | PC                          |
|       |                                                                                 |                                   |                                |                         |                             |
| 2016  | Age of Mythology: Tale of the Dragon (extension)                                | Forgotten Empires                 | Microsoft                      | Fantasy                 | PC                          |
| 2016  | Age of Empires II: Rise of the Rajas (extension)                                | Forgotten Empires                 | Microsoft                      | Historique              | PC                          |
| 2016  | Cossacks 3                                                                      | GSC Game World                    | GSC Game World                 | Historique              | PC                          |
| 2016  | Homeworld: Deserts of Kharak                                                    | Gearbox Software                  | Blackbird Interactive          | Science-fiction         | PC – Mac                    |
|       |                                                                                 |                                   |                                |                         |                             |
| 2017  | Dawn of War III                                                                 | Relic Entertainment               | Sega                           | Science-fiction         | PC                          |
| 2017  | Halo Wars 2                                                                     | 343 Industries, Creative Assembly | Microsoft                      | Science-fiction         | Xbox One – PC               |
| 2017  | StarCraft: Remastered                                                           | Blizzard Entertainment            | Blizzard Entertainment         | Science-fiction         | PC – Mac                    |
|       |                                                                                 |                                   |                                |                         |                             |
| 2020  | Warcraft III: Reforged                                                          | Blizzard Entertainment            | Blizzard Entertainment         | Fantasy                 | PC – Mac                    |
|       |                                                                                 |                                   |                                |                         |                             |
| 2021  | Age of Empires IV                                                               | Relic Entertainment               | Xbox Game Studios              | Fantasy                 | Xbox Series -Xbox One - PC  |
|       |                                                                                 |                                   |                                |                         |                             |
| 2024  | Empires of the Undergrowth                                                      | Slug Disco Studios                | Hooded Horse                   | Colonie de fourmis      | Microsoft Windows           |
|       |                                                                                 |                                   |                                |                         |                             |
| n/a   | 0 A.D.                                                                          | Wildfire Games                    | Wildfire Games                 | Historique              | PC – Mac – Linux – OpenBSD  |
| n/a   | Empire Eternal                                                                  | EPO Games                         | MicroProse Software            | Historique              | PC                          |